# Riera de Rubí
La riera de Rubí es un curso de agua de la comarca del Vallés Occidental que pasa por Rubí (Barcelona). Es un afluente, a la izquierda, del Llobregat, río en el que desagua cerca de El Papiol, en el Bajo Llobregat.
Su punto de origen se puede ver cuando la riera de las Arenas recibe por la derecha la riera del Palau algo más arriba de las Fuentes, en el término municipal de Tarrasa, y en el término de Rubí le llegan varios torrentes procedentes de las sierras norteñas, entre ellos los de las rieras de Can Balasc y Can Canyadell, que delimitan la linde del municipio con Castellbisbal, y los de Can Tallafigueres, Can Xercavins, Can Pi de la Serra, Sant Muç, Can Ramoneda y Can Solà. A la orilla sur encontramos el torrente de los Alous y el de Can Ferran, que marcan durante un buen trazado la frontera entre San Cugat del Vallés y Rubí.

## Crecidas
En 1962, tras una larga temporada de sequía, tuvo lugar una gran catástrofe hidrológica, una riada en todo el Vallés Occidental originada por una serie de grandes precipitaciones que desbordaron los ríos Llobregat y Besós.